# Іван Зайцев
Іван Зайцев  (італ. Ivan Zaytsev, 2 жовтня 1988) — італійський волейболіст, олімпійський медаліст. Син російського і радянського волейболіста В'ячеслава Зайцева.

## Виступи на Олімпіадах
| Олімпіада   | Дисципліна | Місце |
| ----------- | ---------- | ----- |
| Лондон 2012 | волейбол   | 3     |
| Ріо 2016    | волейбол   | 2     |